# Lithasia armigera
Lithasia armigera là một loài ốc nước ngọt động vật thân mềm chân bụng trong họ Pleuroceridae. Đây là loài đặc hữu của Hoa Kỳ.